# Trattato di Hard Labour
Il trattato di Hard Labour, firmato il 17 ottobre 1768 da rappresentante del governo britannico John Stuart con la tribù dei Cherokee, aveva lo scopo di risolvere le preoccupazioni dei coloni che, a seguito del proclama reale del 1763, erano rimasti al di là della linea di confine tra i possedimenti britannici e la riserva indiana.
Con il trattato i Cherokee rinunciavano ai loro diritti sulle terre ad ovest dei monti Allegani e ad est del fiume Ohio: un'area che attualmente coincide in pratica con lo stato della Virginia Occidentale. La nuova linea di confine correva dunque dal punto di confluenza tra il fiume Ohio e il Kanawha fino alla Florida orientale spagnola.
Nel novembre del 1768 il trattato di Fort Stanwix firmata dal governo britannico con la tribù degli Irochesi stabilì un confine diverso in quanto prevedeva che esse seguisse il fiume Ohio fino alla sua confluenza con il fiume Tennessee. Il problema venne definitivamente risolto con il trattato di Lochaber del 1770.